# Bin Air
Bin Air ist eine deutsche Charterfluggesellschaft mit Sitz und Basis auf dem  Verkehrslandeplatz Essen/Mülheim.

## Unternehmen
Bin Air wurde 1996 gegründet und führt sowohl Passagiercharter- als auch Frachtflüge durch. Zwischen Oktober 2018 und Dezember 2020 führte Bin Air keine Flüge durch, da die Lizenz entzogen wurde. Im Dezember 2020 wurde das Air Operator Certificate nach zwei Jahren wieder erteilt und der Betrieb im Januar 2021 wieder aufgenommen.

## Flotte

### Aktuelle Flotte
Im Dezember 2020 bestand die Flotte der BinAir aus zehn Flugzeugen. BinAir steht aktuell mit drei der zehn Flugzeuge zum ad-hoc Frachtcharter bereit. :
| Flugzeugtyp                  | Anzahl | bestellt | Anmerkungen | Sitzplätze |
| ---------------------------- | ------ | -------- | ----------- | ---------- |
| Fairchild SA227-AC Metro III | 03     |          |             |            |
| Fairchild SA227-DC Metro 23  | 03     |          |             |            |
| Fairchild SA227-AT           | 03     |          |             |            |
| Fairchild SA227-TT           | 01     |          |             | 06         |
| Gesamt                       | 10     | –        |             |            |

### Ehemalige Flugzeugtypen
- 2 Fairchild SA226-TC Metro II

## Zwischenfälle
- Am 19. Januar 2010 musste eine Fairchild Swearingen Metro der Bin Air mit dem Luftfahrzeugkennzeichen D-CKPP wegen Fahrwerksproblemen auf dem Flughafen Stuttgart notlanden. Dabei rutschte das Flugzeug von der Landebahn. Die zwei Besatzungsmitglieder wurden nicht verletzt.[7]

- Am 7. März 2013 war ein Bin Air-Metroliner für die Sperrung der Hauptpiste des Flughafens Dublin für etwa 35 Minuten verantwortlich, als das nach vorne einfahrende Bugrad während der Landung zusammenbrach. Beide Besatzungsmitglieder blieben hierbei unverletzt.[8]